# Jerzy Urban
Jerzy Urban (3. srpna 1933 Lodž – 3. října 2022 Varšava) byl polský novinář, spisovatel a politik. Narodil se jako Jerzy Urbach, používal také pseudonymy Jerzy Kibic a Jan Rem; šlo o jednu z nejkontroverznějších postav poválečného Polska. Zatímco některými byl považován za zdrcujícího kritika odborů Solidarita (polsky Solidarność), ztělesnění pohrdání a cynismu občany, jiní jej měli za nebývalého mistra pera, brilantního analytika a fejetonistu, představujícího špičku ve své době.
Pocházel z židovské levicově orientované rodiny. Za druhé světové války žil v Tarnopolu. Studium žurnalistiky na Varšavské univerzitě nedokončil a v roce 1951 se stal redaktorem listu Nowa Wieś; později působil v časopisech Polityka, Po prostu a Życie Gospodarcze. Jako autor společenskokritických textů se potýkal s řadou cenzurních zásahů i zákazů činnosti.
Po vzniku Solidarity se stal jedním z jejích nejhlasitějších odpůrců a od roku 1981 působil jako tiskový mluvčí polské vlády. Ačkoli nebyl členem Polské sjednocené dělnické strany, stal se jednou z hlavních tváří režimní propagandy a pro agresivní vystupování vůči opozici byl nazýván „Goebbelsem válečného stavu“. Roku 1989 získal funkci ministra bez portfeje odpovědného za fungování sdělovacích prostředků a neúspěšně kandidoval v parlamentních volbách, po pádu Wojciecha Jaruzelského z politiky odešel. Stal se úspěšným investorem a časopis Wprost jej v roce 2004 zařadil mezi sto nejbohatších Poláků.
V roce 1990 založil týdeník NIE (česky NE), který podporoval Svaz demokratické levice a ostře kritizoval katolickou církev, zejména její hierarchii, kryjící to, co měla trestat; periodikum hrálo hlavní roli při odhalování pedofilních skandálů katolických kněží („chlapíků v sukních“). Časopis získal pozornost svým provokativním až vulgárním tónem a četnými skandály. V roce 2005 byl Urban odsouzen za urážku papeže Jana Pavla II. k pokutě dvacet tisíc zlotých. Proti rozsudku protestovala organizace Reportéři bez hranic.
Jerzy Urban napsal více než dvě desítky knih, většinou satirického obsahu. Česky vyšla sbírka soudniček Podvodníčci a zlodějíčkové (Svoboda, 1981). Podle jeho próz vznikl povídkový film Obrazki z życia; hrál také menší roli ve filmu Disco polo.

## Zajímavost
Dokonce i lidé tvrdící, že Urban je neuvěřitelný lhář, který náleží peklu, netrpělivě čekali na každé nové číslo levicového časopisu NIE.